# Anhalt-Köthen
Anhalt-Köthen var ett furstendöme (från 1806 hertigdöme) i centrala Tyskland som existerade under detta namn 1382–1847. Huvudstaden var Köthen. Sedan den regerande hertigfamiljen dött ut 1847 förenades Anhalt-Köthen med Anhalt-Dessau. Anhalt-Köthen är idag en del av förbundslandet Sachsen-Anhalt.